# Андрианово (Ярославская область)
Андриа́ново (Адрианово, Андреяново) — село в Переславском районе Ярославской области России. Находится при речке Нерли.
Население на 1 января 2007 года — 225 человек.

## История
Село Андреяново приложено было Марьей Замыцкой, женой Богдана Замыцкого, в Троице-Сергиев монастырь в 1575 году. После секуляризации 1764 года Адрианово стало казённым селом.
Церковь Николы Чудотворца с приделом Благовещения существовала здесь уже в 1575 году. Между 1575 и 1628 годами церковь была перестроена на средства монастыря.
В 1796 году вместо деревянной церкви начат постройкою каменный храм; постройка храма и колокольни окончена в 1802 году. В 1864 году трапеза была расширена и вместо одного в ней устроено два престола, так что всех престолов в настоящее время в церкви четыре: в холодной во имя святого Николая Чудотворца и святого великомученика Георгия Победоносца, в трапезе тёплой во имя Казанской иконы Божией Матери и преподобного Сергия Радонежского.
В селе Адрианове с 1843 года была народная школа, позднее ставшая земской. В селе было волостное правление.

## Население
| 1859 | 1905 | 1926 | 2007 | 2008 | 2010 |
| ---- | ---- | ---- | ---- | ---- | ---- |
| 298  | ↗309 | ↗344 | ↘225 | →225 | ↘193 |

### Известные жители
- Дерюгин, Алексей Васильевич (1915—2005) — танкист в советско-финской войне, Герой Советского Союза (1940).